# ACM Transactions on Information and System Security
ACM Transactions on Information and System Security is een internationaal, aan collegiale toetsing onderworpen wetenschappelijk tijdschrift op het gebied van de informatiesystemen. De naam wordt in literatuurverwijzingen meestal afgekort tot ACM Trans. Inform. Syst. Secur. Het wordt uitgegeven door de Association for Computing Machinery (ACM).